# H.A.T.E.
H.A.T.E. (Hostile All Terrain Encounter) is een videospel voor diverse platforms. Het spel werd uitgebracht in 1989. Het spel scrolt diagonaal.

## Platforms
| Platform     | Jaar |
| ------------ | ---- |
| Amiga        | 1989 |
| Amstrad CPC  | 1989 |
| Atari ST     | 1989 |
| Commodore 64 | 1989 |
| ZX Spectrum  | 1989 |

## Ontvangst
| Beoordeeld door | Platform    | Datum     | Score |
| --------------- | ----------- | --------- | ----- |
| Your Sinclair   | ZX Spectrum | juni 1989 | 90%   |
| Power Play      | Amstrad CPC | juni 1989 | 17%   |